# Minamoto no Masanobu
Minamoto no Masanobu/Masazane (源 雅信, 920-993), troisième fils du prince impérial Atsumi (fils de l'empereur Uda), est un noble de cour japonais (kugyō) de l'époque de Heian. Sa mère est une fille de Fujiwara no Tokihira. Il devient sadaijin en 978. Sa fille, Rinshi, épouse Fujiwara no Michinaga alors que celui-ci est dans une position bien inférieure. Au début, le père conteste le projet d'union de sa fille du fait de la position de Michinaga mais sa femme, Bokushi (穆子), pousse au mariage. Finalement, Michinaga devient régent de l'empereur, ce qui peut faire croire à la qualité de jugement de l'épouse de Masanobu. Michinaga s'installe dans la résidence de ce dernier à Tsuchimikado-dono (土御門殿).
Il est le père d'Uda Genji (宇多源氏), et ses autres enfants sont :
- Tokinaka (時中) (943-1002), premier fils, fondateur des familles Niwata et Ayanokōji
- Sukenori (扶義) (951-998), quatrième fils, fondateur de la famille Sasaki
- Michinori (通義)
- Tomimichi (時通)
- Tokinobu (時叙), prêtre (Jakugen, 寂源)
- Naritoki (済時)
- Saijin (済信) (954-1030), prêtre
- Rinshi (倫子) (964-1053), mariée à Fujiwara no Michinaga
- une fille, mariée au prince impérial Munehira (fils de l'empereur Marakami)
- une fille, mariée à Fujiwara no Sadatoki
- une fille (morte en 1000), mariée à Fujiwara no Michitsuna